# Wilfried Werz
Wilfried Werz (* 27. November 1930 in Dresden; † 14. August 2014 in Glienicke/Nordbahn bei Berlin) war ein deutscher Bühnen- und Kostümbildner.

## Leben und Werk
Von 1940 bis 1949 besuchte Werz die Deutsche Oberschule für Jungen Dresden-Plauen. Danach absolvierte er bis 1951 eine Lehre als Bühnenmaler. Von 1951 bis 1956 studierte er bei Erich Fraaß, Karl von Appen und Hans Reichard (2021–1989) an der Hochschule für Bildenden Künste (HfBK) Dresden. Von 1956 bis 1965 arbeitete er als Bühnenbildner und Ausstattungsleiter am Kleist-Theater Frankfurt/Oder, am Landestheater Halle/Saale, am Hans-Otto-Theater Potsdam und in Berlin. Ab 1965 war er Ausstattungsleiter und von 1976 bis 1995 Chefbühnenbildner an der Deutschen Staatsoper in Berlin. Ab 1979 war er Honorarprofessor mit künstlerischer Lehrtätigkeit und ordentlicher Professor an der Kunsthochschule Berlin-Weißensee und an der HfBK. Er war der Lehrer u. a. der Bühnenbildner Jan Bammes (* 1956), Reinhard Glöde (* 1953) und Friederike May (* 1956).
Werz war bis 1990 Mitglied des Verbands Bildender Künstler der DDR und von 1977 bis 1988 auf der VIII. bis X. Kunstausstellung der DDR in Dresden vertreten.
Im Ruhestand widmete Werz sich der freien Landschaftsmalerei.
Er lebte in Glienicke/Nordbahn.
Werz war verheiratet mit Isolde Werz, langjährige Soloharfenistin und Kammervirtuosin an der Komischen Oper Berlin. Ihre Kinder sind Tilman Werz und Anna-Sophia Werz.

## Ausgewählte Werke
- 1959 Bühnenbild zu Madame Dubarry von Carl Millöcker in der Inszenierung von Erhard Fischer im Metropol-Theater Berlin.
- 1960 Bühnenbild zu Der Opernball von Richard Heuberger in der Inszenierung von Ch. Morgenstern im Metropol-Theater Berlin.
- 1963 Ausstattung zu Ritter Blaubart von Jacques Offenbach in der Inszenierung von Walter Felsenstein in der Komischen Oper Berlin.
- 1964 Ausstattung zu Ariadne auf Naxos von Richard Strauss in der Inszenierung von Erhard Fischer in der Deutschen Staatsoper Berlin.
- 1966 Ausstattung zu Alcina von Händel in der Inszenierung von Heinz Rückert in der Oper Halle.
- 1969 Ausstattung zu Die Nase von Dmitri Schostakowitsch in der Inszenierung von Erhard Fischer in der Deutschen Staatsoper Berlin.
- 1972 Bühnenbild zu Carmen von Georges Bizet in der Inszenierung von Walter Felsenstein in der Komischen Oper Berlin.
- 1975 Figurinen zu Wozzek von Alban Berg am Stadttheater Graz
- 1977 Bühnenbild zu Electra von Richard Strauss an der Deutschen Staatsoper Berlin
- 1979 Ausstattung zu Salome von Richard Strauss in der Inszenierung von Harry Kupfer in der Deutschen Staatsoper Berlin.
- 1981 Bühnenbild zum Ballett Romeo und Julia von Sergej Prokofjew in der Choreographie von Hermann Rudolph in der Deutschen Staatsoper Berlin.
- 1981 Bühnenbild zu den Meistersingern von Richard Wagner in der Inszenierung von Harry Kupfer in der Komischen Oper Berlin.
- 1983 Bühnenbild zum Ballett Aschenbrödel von Sergej Prokofjew in der Choreographie von Brigitte Thom in der Deutschen Staatsoper Berlin.
- 1984 Bühnenbild zu Die lustigen Weiber von Windsor von Otto Nicolai in der Inszenierung von Erhard Fischer in der Deutschen Staatsoper Berlin.
- 1984 Bühnenbild zu Boris Godunow von Modest Mussorski in der Deutschen Staatsoper Berlin.
- 1988 Bühnenbild zu Manon Lescaut von Giacomo Puccini in der Inszenierung von Horst Bonnet in der Deutschen Staatsoper Berlin.
- 1988 Bühnenbild und Kostüme zu Lady Macbeth von Mzensk von Dmitri Schostakowitsch in der Inszenierung von Harry Kupfer an der Städtischen Oper Köln.
- 1992 Bühnenbild zu Die Frau ohne Schatten von Richard Strauss in der Inszenierung von Harry Kupfer in Het Muziektheater Amsterdam.